# Zoltán Harcsa
Zoltán Harcsa (ur. 20 listopada 1992 w Budapeszcie) – węgierski bokser, uczestnik igrzysk w Londynie i Rio de Janeiro, mistrz Węgier w boksie w wadze średniej z lat 2010, 2011, 2012, 2015, wicemistrz z 2013.
Jego brat, Norbert, również jest bokserem.

## Kariera
Ukończył Akademię Wychowania Fizycznego w Budapeszcie. Boks zaczął trenować w 2002 roku.

### Sukcesy
| Rok  | Zawody                                   | Miejsce |
| ---- | ---------------------------------------- | ------- |
| 2007 | Mistrzostwa Narodowe Uczelni Węgier      | 1.      |
| 2008 | Węgierski Młodzieżowy Turniej Olimpijski | 1.      |
| 2008 | Mistrzostwa Europy Juniorów              | 2.      |
| 2009 | Europejskie Mistrzostwa Młodzieży EUBC   | 2.      |
| 2010 | Mistrzostwa Europy Młodzieży AIBA        | 3.      |
| 2010 | Mistrzostwa Węgier                       | 1.      |
| 2011 | Grand Prix Słowacji                      | 2       |
| 2011 | Mistrzostwa Węgier                       | 1.      |
| 2012 | Mistrzostwa Węgier                       | 1.      |
| 2013 | Mistrzostwa Węgier                       | 2.      |
| 2013 | Mistrzostwa Europy                       | 3.      |
| 2014 | Turniej im. Feliksa Stamma               | 2.      |
| 2014 | Mistrzostwa Węgier                       | 6.      |
| 2015 | Igrzyska Europejskie                     | 3.      |

### Igrzyska olimpijskie
Na igrzyskach w Londynie zajął 6. miejsce: w 1/16 finału trafił na Arslanbeka Achilova, którego pokonał 2:1. Odpadł w 1/8 finału po technicznym nokaucie w walce z Arlenem Lópezem.

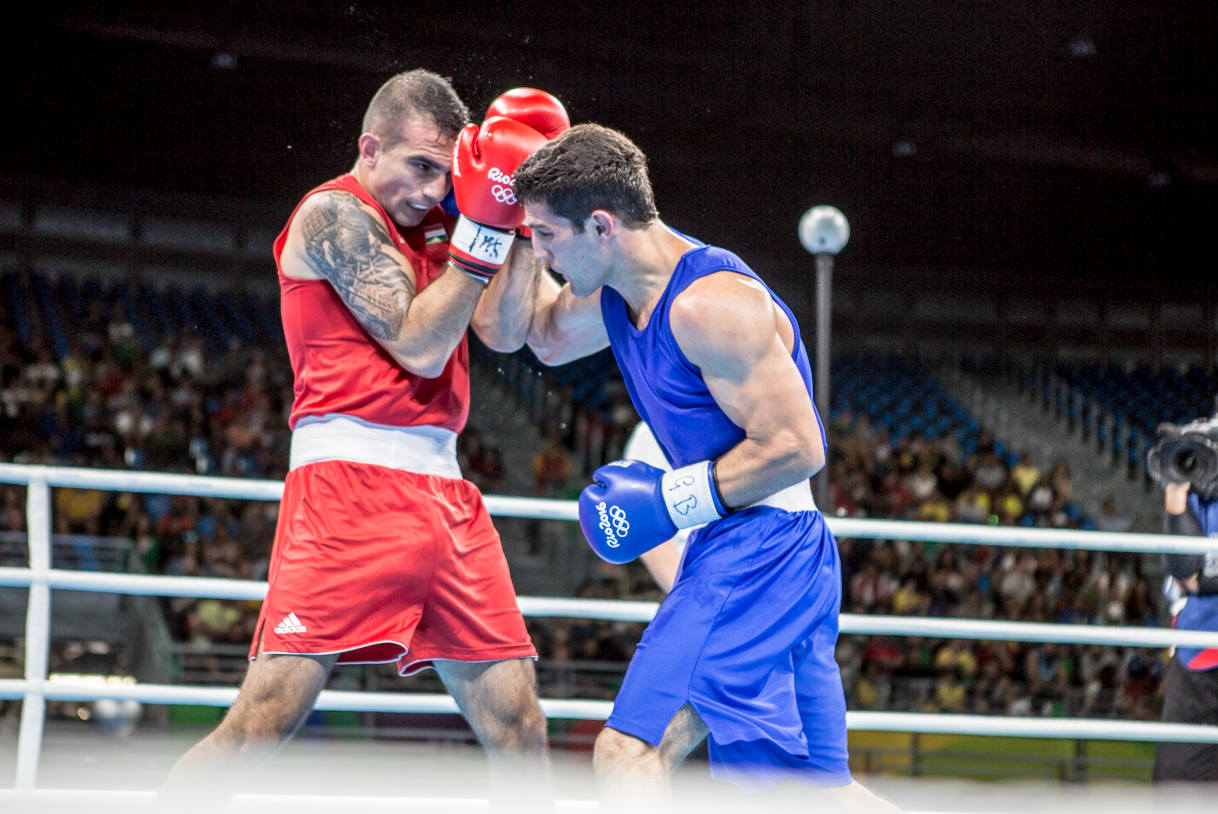
Harcsa w czasie walki z Achilovem (2016)

## Odznaczenia i wyróżnienia
Odznaczony jest Srebrnym Krzyżem Zasługi Węgier. Wyróżniony tytułem węgierskiego boksera roku w latach 2012, 2013 i 2016.